# Ahmed Adghirni
Ahmed Adghirni (in arabo أحمد الدغرني‎?, Aḥmad ad-Dghirnī; in berbero Ḥmad Adɣrni; Aït Baamrane, 5 maggio 1947 – Tiznit, 19 ottobre 2020) è stato un attivista berbero con cittadinanza marocchina.

## Biografia
Ahmed Adghirni nacque nel 1947 nella zona di Aït Baamrane, nel Sous, in una famiglia molto religiosa. Frequentò le scuole primarie e secondarie tra Tiznit e Taroudant. Nel 1967 si stabilì a Fès per conseguire gli studi universitari. Si stabilì successivamente a Rabat, dove svolse la professione di avvocato.
Si unì al movimento berberista marocchino, fondando nel 1995 la rivista Tamazight. Membro di Tamaynut, una delle prime associazioni berberiste marocchine, dal 1995 al 1997 fu presidente del Conseil National de la Coordination, nel cui ambito pubblicò la rivista Amezday. Fu anche molto attivo nell'ambito del Congresso mondiale amazigh, partecipando tra l'altro al precongresso di Saint-Rome-de-Dolan nel 1995 e al primo congresso di Tafira nell'agosto 1997. Nel 2005 a Marrakesh fondò il Partito Democratico Amazigh Marocchino, poi scolto dalle autorità marocchine.
Tra le attività che svolse a favore della diffusione della cultura berbera, si ricordano la versione di Romeo e Giulietta in lingua berbera, da lui pubblicata nel 1995, e un lessico di neologismi di ambito giuridico del 1996.

## Opere
- Romeo d Juliet (1995)
- Amawal azerfan. Lexique juridique français-amazighe. 1368 termes, insieme a A. Afulay e Lahbib Fouad (1996)
- Le Congrès mondial Amazigh. Opinions et documents - Al-Mu'tamar al-'Alami li-l-Amazighiyin. Ara' wa watha'iq (1997)